# Округ Пендлтон (Кентаки)
Пендлтон (енгл. Pendleton County) је округ у америчкој савезној држави Кентаки.

## Демографија
По попису из 2010. године број становника је 14.877, што је 487 (3,4%) становника више него 2000. године.
| Група             | 2000.          | 2010.          |
| Белци             | 14.114 (98,1%) | 14.521 (97,6%) |
| Афроамериканци    | 71 (0,5%)      | 53 (0,4%)      |
| Азијати           | 16 (0,1%)      | 20 (0,1%)      |
| Хиспаноамериканци | 97 (0,7%)      | 143 (1,0%)     |
| Укупно            | 14.390         | 14.877         |